# San Benedetto Challenger 1982
Il San Benedetto Challenger 1982 è stato un torneo di tennis facente parte della categoria ATP Challenger Series nell'ambito dell'ATP Challenger Series 1982. Il torneo si è giocato a San Benedetto del Tronto in Italia dal 26 al 31 luglio 1982 su campi in terra rossa.

## Vincitori

### Singolare
Željko Franulović ha battuto in finale  Ilie Năstase con il punteggio di 6–4, 6–1

### Doppio
Ilie Năstase /  Florin Segărceanu hanno battuto in finale  Gianni Marchetti /  Enzo Vattuone con il punteggio di 5–7, 7–6, 7–6